# Sam Stoker
Samuel Stoker (* unbekannt in London, England, Vereinigtes Königreich) ist ein britischer Wrestler. Er steht derzeit bei der WWE unter Vertrag und tritt regelmäßig in deren Show NXT auf. Sein bislang größter Erfolg ist der Erhalt der NXT UK Tag Team Championship sowie der zweifache Erhalt der NXT Tag Team Championship.

## Wrestling-Karriere

### Independent-Ligen (seit 2014)
Stoker gab sein Debüt am 16. März 2014 bei International Pro Wrestling United Kingdom unter dem Ringnamen Sammy Stoker und verlor gegen The Mexican Eagle. Am 17. Mai nahm er den Ringnamen Sammy Smooth an und verlor gegen Jimmy Havoc. Seinen ersten Sieg errang er am 3. August 2014 in einem Dark Match gegen Snare. Bis Mitte 2015 kämpfte er ausschließlich für IPW. 2015 absolvierte er nebenbei einige Kämpfe bei WrestleForce und Full House Wrestling. In seiner Zeit bei IPW konnte er zweimal den All England Championship sowie zweimal den IPW:UK Tag Team Championship mit Lewis Howley gewinnen. Zudem begann er für zahlreiche andere Promotionen zu kämpfen, unter anderem für United Kingdom Pro Wrestling, Preston City Wrestling, Fight! Nation Wrestling und Apex Pro Wrestling.

### World Wrestling Entertainment (seit 2016)
Stokers erstes Match für die WWE bestritt er am 22. Februar 2019. Dies war ein Tag Team Match, er tat sich mit Lewis Howley zusammen und verlor gegen The Hunt. In der folgenden Nacht verloren sie gegen Imperium Fabian Aichner & Marcel Barthel. Am 19. Juli 2019 kehrten sie zu den NXT UK Shows zurück und verloren gegen Gallus Mark Coffey & Wolfgang. Nach diversen Niederlagen als Tag Team konnten sie am 6. März 2020 ihren ersten Sieg erringen, ihre Gegner waren Dan Moloney & DeReiss Gordon. Am 25. Februar 2021 gewann Stoker zusammen mit Howley die NXT UK Tag Team Championship. Hierfür besiegten sie Gallus Mark Coffey und Wolfgang. Die Regentschaft hielt 287 Tage, sie verloren die Titel am 9. Dezember 2021 an Moustache Mountain Trent Seven und Tyler Bate.
Am 12. April 2022 trat Stoker unter den Ringnamen Kit Wilson auf und gewann zusammen mit Elton Prince die NXT Tag Team Championship. Hierfür besiegten sie in einem 5-Team-Gauntlet-Match die Teams The Creed Brothers Brutus Creed und Julius Creed, Legado Del Fantasma Raúl Mendoza und Joaquin Wilde, Josh Briggs und Brooks Jensen sowie Grayson Waller und Sanga, um die vakanten Titel zu gewinnen. Die Regentschaft hielt 53 Tage, sie verloren die Titel am 4. Juni 2022 bei NXT In Your House (2022) an The Creed Brothers. Am 4. September 2022 gewann sie erneut die NXT Tag Team Championship, hierfür besiegten sie in einem Fatal-Four-Way-Elimination-Tag-Team-Match The Creed Brothers, Brooks Jensen und Josh Briggs sowie Gallus Mark Coffey und Wolfgang. Die Regentschaft hielt 97 Tage, sie verloren die Titel am 10. Dezember 2022 an The New Day Kofi Kingston und Xavier Woods bei NXT Deadline.

## Titel und Auszeichnungen
- World Wrestling Entertainment
  - NXT UK Tag Team Championship (1×) mit Lewis Howley
  - NXT Tag Team Championship (2×) mit Elton Prince

- International Pro Wrestling United Kingdom
  - IPW:UK Tag Team Championship (2×) mit Lewis Howley
  - All England Championship (2×)

- Battle Pro Wrestling
  - BPW Championship (1×)